# Kamilla Carvalho
Kamilla Carvalho es una bailarina de samba brasileña que en 2018 se convirtió en la primera mujer transgénero en bailar como musa en el Carnaval de Río de Janeiro.

## Biografía
Comenzó a desfilar en carnaval a la edad de 14 años, originalmente en la escuela de samba Vizinha Faladeira. En 2008 desfiló por primera vez con la escuela de samba Acadêmicos do Salgueiro.
Tras años desfilando, ganó un puesto destacado cuando la directora de la escuela de samba, Regina Celi, la invitó a bailar como musa en el desfile de 2018, con un argumento a modo de homenaje a las mujeres negras. En ese momento, dijo que sus inspiraciones fueron Fábia Borges y Viviane Araújo. Al año siguiente, Carvalho fue invitada a bailar como musa del grupo carnavalesco Cordão da Bola Preta.
En 2021, alcanzó más de 20 mil seguidores en la plataforma Onlyfans, y dijo que tenía el sueño de utilizar el dinero obtenido en la plataforma para comprar su propia casa.
Por la escuela de samba Vizinha Faladeira, compitió en el concurso Reina de la Corte del Carnaval 2024, promovido por RioTur, siendo la primera persona trans en competir por este título. En ese momento, ella afirmó:

Me siento victoriosa por haber llegado hasta aquí. Como espectadora y sambista, creo en el poder de cada comunidad. Entonces, para mí será un honor representar a la comunidad de la que vengo, además de ser portavoz del público LGBTQIA+. Se necesita resistencia, porque el camino es arduo. Pero así como hay gente que te deprime, también hay mucha gente amigable.

En 2023, se convirtió en la primera reina de batería trans, en la Vizinha Faladeira. En 2024 se renovó su contrato como reina de batería para el Carnaval de 2025.

### Vida personal
Kamilla Carvalho se sometió a cuatro cirugías como parte de su transición, a partir de los 22 años. Cambió legalmente su nombre después de sentirse humillada, tras haber sido maltratada en un aeropuerto.
Ella también trabaja como peluquera.